# Землетрус в Арауко (1960)
О 06:02 21 травня 1960 року в Чилі, на півдні країни в районі Арауко, стався землетрус магнітудою 7,9 бала за шкалою Ріхтера.
Унаслідок землетрусу були пошкоджені будинки і зруйновані історичні будівлі в Консепсьйоні, Коронелі, Лоті та Арауко. Кілька сотень жителів загинули уві сні, опинившись під уламками власних осель. Уряд побоювався гіршого. Жертв могло бути набагато більше, якби, відчувши перші підземні поштовхи, багато людей не вибігли зі своїх будинків на вулицю.
Цей землетрус став передвісником трагедії, що розігралася на наступний день у Вальдивії. Зв'язок та все сполучення з цими південними районами були перервані, вони були відрізані від світу. Тому президент країни Хорхе Алессандрі скасував традиційну святочну церемонію Битва Ікіке та всі святкові заходи заради надання допомоги населенню в такій складній ситуації. Тільки-но уряд країни, зібравшись, почав організувати допомогу постраждалим районам, як о 14:55, 22 травня стався ще один землетрус — у Вальдивії, який згодом ввійшов в історію як найбільший у світі землетрус — Великий чилійський землетрус.
Тому уряд та місцеві органи не змогли подати чіткої картини щодо наслідків попереднього землетрусу в Арауко Пенінсула, оскільки наступний, набагато потужніший також стався неподалік від епіцентру землетрусу й теж в районі Арауко, але з набагато більшими наслідками. Тому був виведений загальний підрахунок жертв та наслідків двох землетрусів й подавалися вони, здебільшого за Великим чилійським землетрусом 1960 року.